# 遼寧大学駅
遼寧大学駅（りょうねいだいがくえき、中文表記: 辽宁大学站、英文表記: Liaoning Daxue Station）は、中華人民共和国遼寧省瀋陽市瀋北新区に位置する瀋陽地下鉄2号線の駅。2018年4月8日に開業。駅名は、付近にある遼寧大学（蒲河キャンパス）から採られた。10号線の長江街駅付近には、同校の崇山キャンパスがある。

## 沿革
- 2018年4月8日　2号線北延伸第2期（蒲田路-航空航天大学間）の延伸とともに駅開業

## 駅構内
当駅は、道義南大街と蒲新路の交差点の地下で、道義南大街沿いに位置する。地下2階に島式ホーム1面2線がある 。
当駅は、北延伸第1期区間のターミナル駅として計画されており、三台子駅－航空航天大学駅－当駅間が同時に建設された。しかし、計画変更により引き上げ線が、師範大学駅と航空航天大学駅の間に設置されたため、当駅での折り返しが難しくなり、北延伸第1期には開通しなかった。

北延伸第1期区間の終着駅として計画されていた名残りとして、当駅到着時の車内案内表示装置はターミナル駅と同様に「列车运行前方是辽宁大学站，请携带好随身物品按顺序下车。」（次は遼寧大学駅です。身の回りのお荷物を準備の上、順序良く下車してください。）と案内される。

駅のデザインも、第1期区間の駅と同様であり、第2期区間の駅の中で駅名を著名人が揮毫している唯一の駅でもある。

### 駅構造
- 島式ホーム1面2線の地下駅で、ホームドアを設置。

| 1階  | 出入口                       | A、C、C1、D出入口                                           |     |
| B1階 | 駅コンコース                 | 乗客サービスセンター、自動券売機、自動販売機、ATM、保安検査 |     |
| B2階 | ←南                          | ■2号線全運路駅方面 （航空航天大学駅）                       |     |
| B2階 | 島式ホーム，左側のドアが開く |                                                             |     |
| B2階 |                              | ■2号線蒲田路駅方面 （人傑湖公園駅）                         | 北→ |

### 駅出口
駅には4つの入口がある。
| 番号                                   | 場所                        | 出口付近                                                     |
| -------------------------------------- | --------------------------- | ------------------------------------------------------------ |
| 出口 · A                               | 蒲新路 路北                 | 蒲新路西段、瀚博皇家御院、遼寧大学蒲河キャンパス北門         |
| 出口 · C                               | 道義南大街 路西 蒲新路 路南 | 道義南大街、遼寧大学蒲河キャンパス正門、瀋陽航空航天大学正門 |
| 出口 · C · 1                           | 道義南大街 路東             | 道義南大街、蒲新路東段、匯置尚都、清華万博瀋陽実験学校小学部 |
| 出口 · D                               | 道義南大街 路西             | 道義南大街、皇家首座、蒲南路、瀋陽雅居楽花園                 |
| 表注：エレベーター、車椅子対応、トイレ |                             |                                                              |

## 利用状況
道義南大街の最北端に位置し、2号線が蒲河を渡る前の最後の駅。付近にいくつかの新築住宅地があるほか、遼寧大学と瀋陽航空航天大学の蒲河キャンパスに近接していることから、駅利用者は主に付近の地域住民及び大学生である。

## 路線バス
駅付近のバス停は、以下の4箇所
- 　遼寧大学地鉄站（出入口A付近、蒲新路北側）
- 　瀚博皇家御院站（出入口D南行付近、出入口D北行の向かい側、歩道橋を利用）
- 　遼寧大学北校区站（出入口Dの南約400メートル）
- 　蒲新路道義大街站（出入口C1の東約170メートル）

| 路線番号                 | 運営会社               | 運行区間                                        | 備考 |
| ------------------------ | ---------------------- | ----------------------------------------------- | --- |
| 141                      | 地鉄公交               | 遼寧大学北校区－興華公園北                      | 「遼寧大学北校区站」に停車。 市内空調路線、運賃2元                                                           |
| 157                      | 天益巴士 （客運集団6） | 地鉄恵民新城－五愛市場西区                      | 「瀚博皇家御院站」「遼寧大学北校区站」に停車 市内空調路線、運賃2元                                           |
| 193                      | 安捷巴士瀋北           | 蒲昌路道義三街－道義北                          | 「瀚博皇家御院站」「遼寧大学北校区站」に停車 市内空調路線、運賃2元                                           |
| 197                      | 安捷巴士瀋北           | 正良－首開国風潤城                              | 「瀚博皇家御院站」「遼寧大学北校区站」に停車 市内空調路線、運賃2元                                           |
| 236                      | 黄河公交 （客運集団2） | 方特歓楽世界南門－瀋陽北駅                      | 「瀚博皇家御院站」「遼寧大学北校区站」に停車 市内空調路線、運賃2元                                           |
| 255                      | 地鉄公交               | 方特歓楽世界南門－瀋陽北駅（北二馬路）          | 「瀚博皇家御院站」「遼寧大学北校区站」に停車 市内空調路線、運賃2元                                           |
| 326                      | 天益巴士 （客運集団6） | 新城子火車站－瀋陽師範大学 (区間)－五愛市場西区 | 「瀚博皇家御院站」「遼寧大学北校区站」に停車 郊外路線、段階別運賃                                            |
| 381                      | 鑫暢巴士 （客運集団4） | 瀋陽師範大学－石佛寺                            | 「瀚博皇家御院站」「遼寧大学北校区站」に停車 郊外路線、段階別運賃                                            |
| 382                      | 鑫暢巴士 （客運集団4） | 新城子－大渡河街（北行）                        | 「瀚博皇家御院站」「遼寧大学北校区站」に停車 郊外路線、段階別運賃                                            |
| 393                      | 鑫暢巴士 （客運集団4） | 瀋陽師範大学－茨楡                              | 「瀚博皇家御院站」「遼寧大学北校区站」に停車 郊外路線、段階別運賃                                            |
| V122                     | 安捷巴士瀋北           | 正良地鉄口－医科大学北門                        | 「蒲新路道義大街站」「遼寧大学北校区站」に停車 市内小循環非空調路線、運賃1元                                 |
| 稲夢空間直通車 (381支線) | 安捷巴士瀋北           | 瀋陽師範大学－盤古台（稲夢空間経由）            | 「瀚博皇家御院站」「遼寧大学北校区站」に停車 郊外旅客線、段階別運賃                                          |
| 新城子－五台子 (K704路)  | 安捷巴士瀋北           | 五台子（華海藍境）－新城子中心大市場            | 「瀚博皇家御院站」「遼寧大学北校区站」に停車 瀋北新区郊外旅客線、段階別運賃                                  |
| 雅居楽－正良             | 安捷巴士瀋北           | 瀋陽雅居楽花園－正良                            | 「遼寧大学北校区站」に瀋陽雅居楽花園行が北行き側に停車。「遼寧大学地鉄駅」に正良行が停車 空調循環線、運賃2元 |
| 道義環線                 | 安捷巴士瀋北           | 瀋北時代広場循環線                              | 「瀚博皇家御院站」駅と「蒲新路道義大街站」に停車 空調循環線。運賃2元                                         |

## 隣の駅
■2号線
人傑湖公園駅 - 遼寧大学駅 - 航空航天大学駅